# فيكتور مارتينيز (مؤلف)
فيكتور مارتينيز (بالإنجليزية: Victor Martinez)‏ (21 فبراير 1954، فريسنو في الولايات المتحدة - 18 فبراير 2011)؛ كاتِب مُتخصِّص في أدب الأطفال، شاعر وروائي أمريكي. درس في جامعة ستانفورد.